# У раскораку
У раскораку је југословенски филм из 1968. године. Режирао га је Миленко Штрбац који је написао и сценарио.

## Радња
Активиста у годинама изградње, спасавајући задружна кола, ломи кичму и постаје инвалид и приморан је да се бори за голи опстанак. Уместо решења о инвалиднини добија одликовање и постаје главни јунак једне телевизијске емисије, која доноси неколико далекосежних последица за аутора емисије и главног јунака.

## Улоге
| Глумац                   | Улога         |
| ------------------------ | ------------- |
| Драгомир Гидра Бојанић   | Јаблан Јездић |
| Гизела Вуковић           | Дана Јездић   |
| Душан Јанићијевић        | Председник    |
| Драгомир Фелба           | Марко         |
| Данило Бата Стојковић    | Поштар        |
| Петар Божовић            | Велиша Јездић |
| Јован Јанићијевић Бурдуш |               |
| Гојко Шантић             | Бане          |
| Љуба Тадић               | Дица          |
| Драган Зарић             | Миле          |
| Предраг Делибашић        |               |
| Иван Бекјарев            |               |
| Драгомир Чумић           |               |
| Томанија Ђуричко         |               |
| Љиљана Јовановић         |               |
| Љиљана Лашић             |               |
| Станислава Пешић         |               |
| Љубиша Самарџић          |               |
| Радомир Поповић          | Гост у кафани |
| Иван Ђурђевић            |               |
| Јован Ранчић             |               |

## Награде
- На филмском фестивалу у Пули Гизела Вуковић је награђена Сребрном ареном за улогу.
- На Филмским сусретима у Нишу Драгомир Бојанић је добио другу награду за улогу док је Специјална награда припала Гизела Вуковић.[2]